# СРСР на Олімпійських іграх
Радянський Союз вперше брав участь в Олімпійських іграх у 1952 році, і загалом виступав на Олімпійських іграх 18 разів (по дев'ять Літніх та Зимових ігор). ігор). У шести з його дев'яти появ на Літніх Олімпійських іграх команда СРСР займала перше місце в загальній кількості виграних медалей і була другою за цим показником на інших трьох. Подібно до того, команда СРСР займала перше місце у медальному заліку сім разів та була другою двічі у дев'яти Зимових Олімпійських іграх.

## Медальний залік СРСР

### Медалі Літніх ігор
| Олімпійські ігри       | Атлети          | Золото          | Срібло          | Бронза          | Загалом         | Місце           |
| 1952 Гельсінкі         | 295 (40)        | 22              | 30              | 19              | 71              | 2               |
| 1956 Мельбурн          | 283 (39)        | 37              | 29              | 32              | 98              | 1               |
| 1960 Рим               | 284 (50)        | 43              | 29              | 31              | 103             | 1               |
| 1964 Токіо             | 319 (63)        | 30              | 31              | 35              | 96              | 2               |
| 1968 Мехіко            | 313 (67)        | 29              | 32              | 30              | 91              | 2               |
| 1972 Мюнхен            | 373 (71)        | 50              | 27              | 22              | 99              | 1               |
| 1976 Монреаль          |                 | 49              | 41              | 35              | 125             | 1               |
| 1980 Москва (господар) |                 | 80              | 69              | 46              | 195             | 1               |
| 1984 Лос-Анжелес       | не брали участь | не брали участь | не брали участь | не брали участь | не брали участь | не брали участь |
| 1988 Сеул              |                 | 55              | 31              | 46              | 132             | 1               |
|                        |                 | 395             | 319             | 296             | 1010            | 2               |

### Медалі Зимових ігор
| Ігри                   | Атлети  | Золото | Срібло | Бронза | Всього | Місце |
| 1956 Кортіна-д'Ампеццо | 55 (7)  | 7      | 3      | 6      | 16     | 1     |
| 1960 Скво-Веллі        | 62 (13) | 7      | 5      | 9      | 21     | 1     |
| 1964 Інсбрук           | 69 (17) | 11     | 8      | 6      | 25     | 1     |
| 1968 Гренобль          | 74 (21) | 5      | 5      | 3      | 13     | 2     |
| 1972 Саппоро           | 78 (20) | 8      | 5      | 3      | 16     | 1     |
| 1976 Інсбрук           |         | 13     | 6      | 8      | 27     | 1     |
| 1980 Лейк-Плесід       |         | 10     | 6      | 6      | 22     | 1     |
| 1984 Сараєво           |         | 6      | 10     | 9      | 25     | 2     |
| 1988 Калгарі           |         | 11     | 9      | 9      | 29     | 1     |
|                        |         | 78     | 57     | 59     | 194    | 4     |